# Rivers of Light
Rivers of Light est un spectacle nocturne du parc Disney's Animal Kingdom de Walt Disney World Resort. Le spectacle Rivers of Light prend place dans le lagon Discovery River entre Discovery Island et les zones Asie et Dinoland aux États-Unis, au pied d'Expedition Everest. Le show propose des fontaines à eau, des écrans de brume, des lanternes flottantes, de effets pyrotechniques, des lasers, des lumières, du brouillard, des projections et des artistes. Il utilise l'icône du parc, le Tree of Life, dans le spectacle.

## Historique et concept
Le spectacle a d'abord été annoncé dans le cadre de l'agrandissement du parc, qui comprend Pandora: The World of Avatar et une version nocturne de Kilimanjaro Safaris, en octobre 2013,. La Construction a commencé en 2014.
Le spectacle a été créé à l'origine par Walt Disney Imagineering et Walt Disney Creative Entertainment pour une première le 22 avril 2016, Jour de la Terre et 18e anniversaire du parc,.
Cependant, le 5 avril 2016 Disney annonce que la conception du spectacle a pris du retard, et ne pourrait pas débuté le 22 avril,,,,. Le 16 août 2016, en raison de retard sur le projet Rivers of Light, le parc Disney's Animal Kingdom retrouve des horaires plus courts à l'automne 2016, fermant à 18 h.
Le spectacle peut accueillir 5 000 personnes, mais c'est la plus petite capacité des spectacles nocturnes du complexe Walt Disney World Resort.
Une partie du spectacle a été présentée aux médias le 19 avril 2016, date à laquelle il a été également annoncé qu'un spectacle temporaire nommé The Jungle Book: Alive with Magic, basé sur le film Le Livre de la jungle, serait proposé,. Ce dernier a été  présenté jusqu'au 5 septembre 2016.
Le 9 février 2017, DisneyWorld annonce le début du spectacle nocturne River of Lights pour le 17 février 2017,,.
Une version remaniée du spectacle mettant en vedette des personnages animés, intitulée Rivers of Light: We Are One, a fait ses débuts le week-end du Memorial Day, le 24 mai 2019. En juillet 2020, les responsables du parc ont confirmé les rumeurs selon lesquelles le spectacle serait retiré.

## Le Spectacle

### Acte I: les Cadeaux de la Lumière
Avant le début du spectacle, quatre flotteurs lotus progressivement dériver vers la Découverte de la Rivière de la Lagune, tandis que les lucioles s'éveiller et à l'ombre des quatre Animaux Guides spirituels peuvent être vus se déplaçant à travers les arbres. Les lucioles fonctionner comme un élément visuel tout au long du spectacle, apparemment, éclairant les barges et, occasionnellement, à l'accentuation des éléments visuels projetés sur des écrans d'eau.
Le show commence avec l'arrivée de deux équipes de mystique conteurs sur leur lanterne de voiliers, de jouer une musique de fanfare accompagnée par les cris des animaux. Sur l'Asie du côté de la lagune sont Chaman Aditya (dont l'instrument est une corne) et Acolyte Ketu, qui représente l'élément du feu. Sur le Dinoland côté de la lagune sont Chaman Aseema (dont l'instrument est une flûte) et son Acolyte Ambu, qui représente l'élément de l'eau. Ces caractères sont silencieux et de ne communiquer que par le biais de la pantomime, la danse, le théâtre d'ombres chinoises, et de la musique, en laissant un narrateur pour expliquer ce que nous sommes sur le point de voir.
« Of all the gleaming planets in our vast universe, it is only here on Earth that water and light harmoniously unite to create the wonder of life. We most graciously welcome you to a timeless celebration of water and light with roots as far reaching as time itself. Here, where the forces of nature meet in harmony, the spirits of the animals are free to dance together in the night sky creating Rivers of Light. We are united in this special place to celebrate the magnificence and wonder of all living creatures, for in life we are all one. »

### Acte II: Défilé des "Esprits Animaux"
Comme la narration se termine, les conteurs nous présenter les quatre Animaux guides spirituels, chacun représentant l'un des quatre éléments. en Prenant la forme de grandes sculpté lanterne barges, ils se composent d'un Tigre (représentant l'Incendie), un Éléphant d'Afrique et son veau (représentant la Terre), une Tortue de Mer et de ses descendants (la représentation de l'Eau), et un Grand duc, avec son owlets (représentant de l'Air). Se déplaçant à travers la lagune et la modification de la couleur pour la musique, les Esprits Animaux commencent à quitter leurs lanternes, un par un, et de prendre le ciel dans une forme astrale, portant le lotus de la vie et en annonçant l'arrivée du Temple du Lotus.

### Acte III: la Danse du Lotus
Après les esprits animaux ont laissé leurs lanternes, les lotus au centre, flanquant le Temple central Lotus barge. Aseema effectue le lotus dans leur fontaine de ballet et a la marionnette d'ombre-comme des figures de la tortue et les hiboux, de la danse, parmi eux, sur l'eau, tandis que les conteurs de fournir des percussions.

### Acte IV: Nous Sommes Un
Après la Danse du Lotus se termine, Aditya joue sa corne pour appeler le Tigre de l'esprit en action, qui procède à sauter à travers les lotus et de commencer un voyage à travers les différents royaumes des Esprits Animaux. Accompagné de l'original de la chanson "Nous Sommes Un" et en utilisant les vidéos prises à partir de la Disneynature série documentaire, nous voyageons à travers le tigre de jungles denses, la tortue de mer de l'océan de la maison et de la savane de l'Éléphant d'Afrique. La chanson est interrompue par une scène prise du film Félins, où un lion poursuit une mère guépard sur son territoire, qui parvient à faire s'échapper de justesse et d'obtenir ses petits à la sécurité. Aseema et son bateau réapparaître, et elle envoie le hibou de son bateau pour nous emmener dans les régions enneigées de l'Alaska vu dans l'Ours et la chanson reprend avec un montage animal de la famille, se terminant sur un troupeau de flamants roses et les sons de Aseema et Aditya instruments comme les deux bateaux de revenir au centre de la scène.

### Acte V: les Rivières de la Lumière
Dans une scène qui s'inspire visuellement et musicalement par la "Transformation" de la séquence dans Frère des ours, les conteurs appel à l'aurora borealis (le titre "les Rivières de la Lumière"), qui commence à apparaître au-dessus de la lagune. Les esprits d'innombrables animaux de commencer la course et une marche à travers les lumières comme les conteurs se prélasser dans la belle lueur. L'aurore s'estompe sur une image d'une baleine à bosse de la violation et laisse la place au ciel de la nuit et les animaux dans les constellations. Que l'Esprit Animal Guides de retourner à leur lanterne barges, le narrateur retourne pour les remarques finales.
Le Temple de Lotus s'ouvre pour révéler une tour de feu qui explosions au rythme d'une grande finale reprise de we are One. Les lumières s'estompent et que l'lucioles émerger à partir de l'Arbre de la Vie dans la forme des projecteurs.

## Les bateaux
Les rivières de la Lumière se compose de 11 barges qui sont tous contrôlés par l'ordinateur. Chaque barge se compose de 4 propulseurs dans un carré de configuration à l'exception des deux lanterne voilier barges, qui transportent le spectacle en direct de fonte, deux paires de Chaman conteurs et leurs apprentis, représentant les différents éléments.
- Tiger
- Chouette
- Tortue
- L'éléphant
- Lotus 1
- Lotus 2
- Lotus 3
- Lotus 4
- Temple De Lotus
- Le feu de la Lanterne (Voilier doté du Chaman Aditya et Acolyte Ketu)
- L'eau de la Lanterne (Voilier doté du Chaman Aseema et Acolyte Ambu)